# Passiv in der italienischen Sprache
Das Passiv oder Leideform, voce passiva, ist eine der Diathesen. Die Diathese (Handlungsrichtung), diatesi, ist eine Kategorie des Verbs (auch als Verbgeschlecht oder Genus verbi bezeichnet). Laut Christian Lehmann ist "[e]ine Diathese [...] eine syntaktische Operation, deren Funktion die Manipulation der Abbildung semantischer Rollen auf syntaktische Funktionen, anders gesagt das Rearrangement der in einem Satz vertretenen Partizipanten bzgl. der von ihnen eingenommenen syntaktischen Funktionen ist."
In der aktivischen Diathese wird der Agens für gewöhnlich auf dem Subjekt abgebildet, der Patiens auf dem Objekt. Transformiert man einen aktivischen Satz nun in einen passivischen, so ändert sich diese Abbildung der semantischen Rollen auf den syntaktischen Funktionen.
(a) La pizzaiola prepara l’impasto.
(b) L’impasto viene preparato dalla pizzaiola.
La pizzaiola (Agens) im aktivischen Satz (a) ist auf dem Subjekt, l’impasto (Patiens) ist auf dem Objekt abgebildet. Im passivischen Satz (b) ist nun l’impasto (Patiens) auf dem Subjekt abgebildet.

## Passivformen im Italienischen
Im Italienischen können, wie in den anderen romanischen Sprachen, nur transitive Verben passiviert werden. Die Passivformen werden im Italienischen durch die Kombination eines Hilfsverbs (essere, venire, oder andare) mit einem Verb im Partizip Perfekt gebildet:
(c) Il libro fu / venne / andò perso.
Dabei können Formen mit andare auch modalen Wert haben:
(d) La sigaretta va spenta. (La sigaretta deve essere spenta.)

## Passivähnliche Konstruktionen
Zu den passivähnlichen Konstruktionen zählen jene, die nicht nach den oben genannten Regeln geformt werden und passivischen Wert haben, so z. B. das si passivante (auch si passivo) (e) oder die sogenannten soggetti nulli plurali di terza persona (f).
(e) Quando si pagava l’affitto? (Quando veniva pagato l’affitto?)
(f) L’hanno arrestato. (È stato arrestato.)